# Sybra sulcata
Sybra sulcata är en skalbaggsart som först beskrevs av Aurivillius 1928.  Sybra sulcata ingår i släktet Sybra och familjen långhorningar.
Artens utbredningsområde är Samoa. Inga underarter finns listade i Catalogue of Life.